# کلودینی دا سیلوا
کلودینی دا سیلوا (انگلیسی: Claudinei da Silva؛ زادهٔ november ۱۹, ۱۹۷۰ (۵۴ سال)) ورزشکار دو و میدانی اهل برزیل است.
وی در مسابقات کشوری و بین‌المللی در مجموع برندهٔ ۱ مدال طلا، ۴ مدال نقره، ۲ مدال برنز شده‌است.